# Étienne Serres

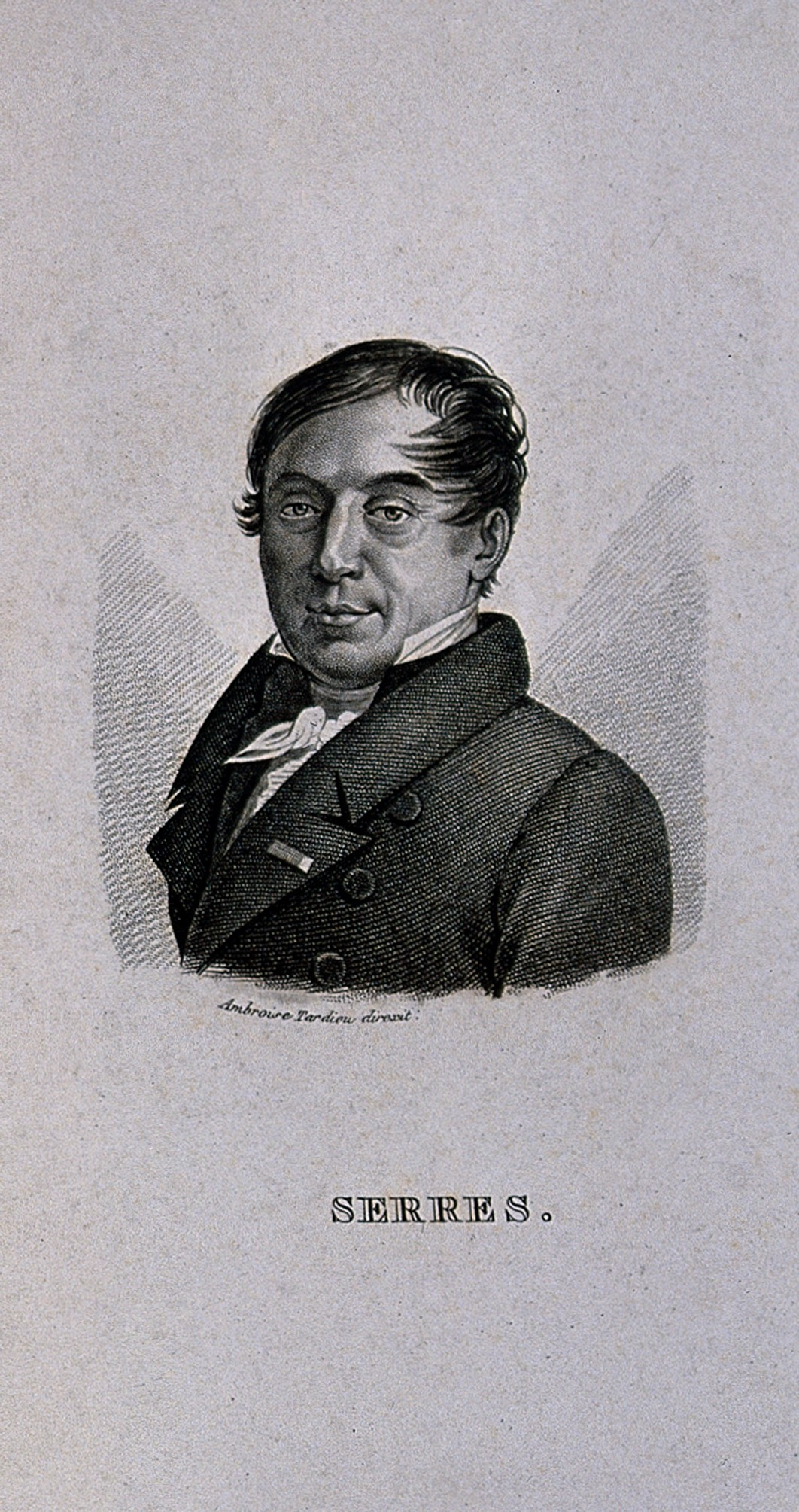
Antoine Étienne Renaud Augustin Serres.

Étienne Renaud Augustin Serres (Clairac, 12 de septiembre de 1786-París, 22 de enero de 1868) fue un médico y embriólogo francés que postuló, junto con Johann Friedrich Meckel, la teoría del paralelismo entre el desarrollo ontogenético y la scala naturae (la llamada Ley de Meckel-Serres).

## Biografía académica
Serres se licenció en Medicina en 1810. Perteneció a la Academia de Medicina, la Academia de las Ciencias y fue profesor en el Museo de Historia Natural. 

## Obra
La obra de Serres está muy influida tanto por Georges Cuvier como por Étienne Geoffroy Saint-Hilaire. De Cuvier hereda su concepción de la armonía de los órganos desde la perspectiva de la economía animal. De Saint-Hilaire hereda la investigación teórica de la anatomía, que reivindica como una disciplina cuyo alcance filosófico va más allá de su función meramente descriptiva. Así, Serres compartió la creencia en un tipo único del que podrían derivarse todas las formas animales existentes. No obstante, Serres orientará su investigación a la búsqueda de ese tipo, no en las estructuras adultas, sino en las embrionarias. En cuanto a la cuestión del origen de las especies, Serres se opuso siempre a la teoría de la evolución de Charles Darwin. 

### Epigenetismo vs. Preformacionismo
La teoría de Serres del desarrollo es epigenetista. Según Serres, cada órgano se forma progresivamente a partir de varios centros independientes que acaban por fusionarse, formando una sola entidad. La organogénesis vendría regida por leyes de afinidad y conjugación y estaría dirigida por una "fuerza formativa". A su vez, esta idea explicaría la mecánica responsable de las homologías establecidas por Étienne Geoffroy Saint-Hilaire.

### Ley del paralelismo
Al igual que Meckel, Serres estableció un paralelismo entre las series ontogenética y sistemática. Al principio de su carrera, Serres aplicó este paralelismo a la totalidad del organismo, pero con el tiempo fue restringiendo la comparación a órganos particulares. Además, y a partir de los trabajos de Louis Agassiz, Serres extendió el paralelismo a las series paleontológicas.

### Teratología

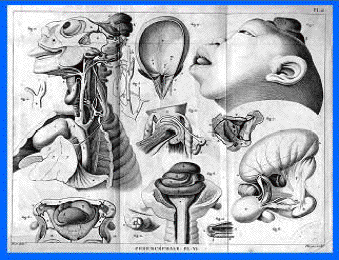
Podencéfalo. Dibujo de una teratología de Étienne Geoffroy Saint-Hilaire en su Philosophie Anatomique (1822), tomo II, plancha VI.

También al igual que Meckel y su maestro Saint-Hilaire, Serres aplicó la teoría del paralelismo a sus estudios sobre los monstruos: las formas teratológicas serían embriones cuyo desarrollo se habría detenido accidentalmente en algún estadio del desarrollo correspondiente a la forma adulta de un animal inferior.